# 1972年夏季残疾人奥林匹克运动会瑞典代表团
1972年夏季残疾人奥林匹克运动会瑞典代表团是瑞典派出的1972年夏季残疾人奥林匹克运动会代表团。获得5枚金牌、6枚银牌和6枚铜牌。